# Esta é a nossa pátria bem amada
"Esta é a nossa pátria bem amada" (sv: Detta är vårt mycket älskade fädernesland) är Guinea-Bissaus nationalsång.
Nationalsången skrevs av Amílcar Cabral och komponerades Xiao He. Den antogs vid landets självständighet år 1974. Det var också Kap Verdes nationalsång till och med 1996 då den ersattes av den nya nationalsången Cântico da Liberdade.

## Historia
År 1963 besökte en delegation från det dåvarande Portugisiska Guinea, Kina. Efter att ha hört en sång komponerad av Xiao He sade en av de oberoende politikerna Amílcar Lopes Cabral att ha skulle vilja att Xiao He skulle komponera en liknande sång för inspirera människorna i Portugisiska Guinea att sträva efter sin självständighet. Genom att använda afrikansk musik som inspiration komponerade Xiao He musiken till nationalsången som vid självständigheten 1974 blev nationalsång i Guinea-Bissau.
Eftersom Cabral var engagerad i Guinea-Bissaus och Kap Verdes självständighet antogs också sången av Kap Verde, som landets nationalsång när dess självständighet uppnåddes ett år efter Guinea-Bissau. Man hade även ett förslag om att nationerna skulle slås samman, men detta blev inte verklighet och 1996 antog Kap Verde sin egen nationalsång.
| Portugisiska: | Engelsk översättning: |
| --- | --- |
| Sol, suor e o verde e mar, Séculos de dor e esperança; Esta é a terra dos nossos avós! Fruto das nossas mãos, Da flôr do nosso sangue: Esta é a nossa pátria amada. Coro: Viva a pátria gloriosa! Floriu nos céus a bandeira da luta. Avante, contra o jugo estrangeiro! Nós vamos construir Na pátria imortal A paz e o progresso! Nós vamos construir Na pátria imortal A paz e o progresso! Ramos do mesmo tronco, Olhos na mesma luz: Esta é a força da nossa união! Cantem o mar e a terra A madrugada e o sol Que a nossa luta fecundou. Coro | Sun, sweat, verdure, and sea, Centuries of pain and hope; This is the land of our ancestors. Fruit of our hands, Of the flower of our blood: This is our beloved country. Chorus: Long live our glorious country! The banner of our struggle Has fluttered in the skies. Forward, against the foreign yoke! We are going to build Peace and progress In our immortal country! Peace and progress In our immortal country! Branches of the same trunk, Eyes in the same light; This is the force of our unity! Sing the sea and the land, The dawn and the sun That our struggle has borne fruit! Chorus |